# Istok Rodeš
Istok Rodeš (* 27. Januar 1996 in Varaždin) ist ein kroatischer Skirennläufer. Er startet vor allem im Slalom und wurde 2016 als erster Kroate Juniorenweltmeister in dieser Disziplin.

## Biografie
Im Januar 2012 nahm Istok Rodeš an den Olympischen Jugend-Winterspielen 2012 teil und erreichte neben einem sechsten Platz im Riesenslalom zwei neunte Plätze in Slalom und Super-Kombination. Ein Jahr später feierte er im Slalom am Sljeme sein Weltcup-Debüt. Bei den Weltmeisterschaften 2013 in Schladming startete er im Super-G und belegte Rang 62. Danach ging er überwiegend im Nor-Am Cup und FIS-Rennen an den Start. Bei den Weltmeisterschaften 2015 in Vail/Beaver Creek startete er in Abfahrt, Super-G und Kombination, wobei ein 36. Platz in der Kombination sein bestes Ergebnis blieb. Bei seinen bereits dritten Juniorenweltmeisterschaften errang er im März 2016 seine ersten großen Erfolge. In der Kombination gewann er die Bronzemedaille und im Slalom kürte er sich zum ersten kroatischen Juniorenweltmeister der Geschichte. Zwei Wochen später belegte er beim Weltcupfinale in St. Moritz den 17. Platz im Slalom. Seine ersten Weltcuppunkte gewann er am 8. Januar 2017 mit Platz 25 im Slalom von Adelboden. Die Weltmeisterschaften in St. Moritz beendete er mit einem 30. Slalomrang. Im folgenden Winter trat er nur sporadisch zu Weltcup-Slaloms an, konnte sich jedoch nie für den zweiten Durchgang qualifizieren. Bei den Olympischen Winterspielen 2018 in Pyeongchang gelang ihm im Slalom mit Rang 21 sein vorläufig bestes Resultat bei einem Großereignis.
Im Dezember 2018 gelang ihm mit Rang sieben im Slalom von Madonna di Campiglio sein erstes Top-10-Resultat im Weltcup. Nur zwei Wochen später konnte er diese Leistung mit demselben Ergebnis im Heimrennen am Sljeme bestätigen. In der Saison 2018/19 entschied er die Slalomwertung des Europacups für sich.

## Erfolge

### Olympische Spiele
- Pyeongchang 2018: 21. Slalom

### Weltmeisterschaften
- Schladming 2013: 62. Super-G
- Vail/Beaver Creek 2015: 36. Alpine Kombination, 45. Super-G
- St. Moritz 2017: 30. Slalom
- Cortina d’Ampezzo 2021: 6. Slalom

### Weltcup
- 5 Platzierungen unter den besten zehn

### Weltcupwertungen
| Saison  | Gesamt | Gesamt | Slalom | Slalom |
| Saison  | Platz  | Punkte | Platz  | Punkte |
| ------- | ------ | ------ | ------ | ------ |
| 2016/17 | 147.   | 6      | 57.    | 6      |
| 2018/19 | 61.    | 111    | 21.    | 111    |
| 2019/20 | 111.   | 36     | 40.    | 36     |
| 2020/21 | 121.   | 17     | 40.    | 17     |
| 2021/22 | 90.    | 60     | 33.    | 60     |
| 2022/23 | 119.   | 25     | 40.    | 25     |
| 2023/24 | 75.    | 85     | 26.    | 85     |

### Europacup
- Saison 2018/19: 1. Slalomwertung
- 4 Podestplätze, davon 2 Siege:

| Datum             | Ort       | Land    | Disziplin |
| ----------------- | --------- | ------- | --------- |
| 19. Dezember 2018 | Obereggen | Italien | Slalom    |
| 4. Februar 2019   | Gstaad    | Schweiz | Slalom    |

### Juniorenweltmeisterschaften
- Jasná 2014: 6. Slalom, 24. Abfahrt, 36. Riesenslalom
- Hafjell 2015: 14. Slalom, 40. Riesenslalom, 42. Abfahrt
- Sotschi 2016: 1. Slalom, 3. Alpine Kombination, 18. Super-G, 24. Abfahrt

### Weitere Erfolge
- 13 Siege in FIS-Rennen